# Bifurcación blanda
Las bifurcaciones blandas o bifurcaciones suaves (del inglés soft fork) son bifurcaciones de una cadena de bloques que mantienen la retrocompatibilidad entre los nodos actualizados y los nodos que ejecutan software antiguo.
Pueden ser usados para agregar nuevas funciones sin la necesidad de que todos los participantes actualicen sus nodos, siendo necesario la adopción del nuevo software solo para quienes quieren gozar de las nuevas características.

## Definición técnica
Una bifurcación del consenso que implica que todo lo que anteriormente era inválido sigue siendo inválido, mientras que estructuras que anteriormente se considerarían válidas se vuelven inválidas.
Una mayoría hashrate de mineros puede imponer las nuevas reglas. Tienen algunas ventajas de implementación, como la compatibilidad con versiones anteriores.

## Tipos de bifurcaciones blandas

### Activado por el minero
Un soft fork activado por el minero (MASF) es un tipo de bifurcación blanda cuya activación depende de un proceso de señalización en el que participan los nodos de minería mediante su poder de hash.

### Activado por el usuario
Un soft fork activado por el usuario (UASF) es un tipo de bifurcación blanda cuya activación no depende del apoyo de la mayoría de los nodos de minería.
Este tipo de bifurcaciones requieren del apoyo de la denominada mayoría económica (usuarios, empresas influyentes, etc.) para tener éxito.
Llevar a cabo un evento de este tipo requiere de una gran coordinación entre desarrolladores, parte importante de la industria y la comunidad.
La activación de Pay-to-script-hash (más conocida como P2SH o BIP16)  en la cadena de bloques de Bitcoin se hizo por medio de un Soft Fork Activado por el Usuario.
El 25 de febrero de 2017, un desarrollador bajo el seudónimo Shaolin Fry propuso ejecutar un Soft Fork Activado por el Usuario para forzar la implementación de SegWit en la red Bitcoin y más tarde publicó los detalles bautizándolo como BIP148. El planteamiento de BIP148 era que tras su activación el 1 de agosto de 2017, los nodos que tuviese ese software comenzasen a orfanar los bloques que no incluyeran una señalización en apoyo a SegWit vía BIP9.

## Eventos relacionados

### Actualización de red
Las actualizaciones de red (del inglés network upgrade) son eventos mediante los cuales los nodos de una blockchain implementan un nuevo conjunto de reglas de consenso de forma programada.
Estas pueden ser contenciosas, lo que implica un alto riesgo de producir una división de la red o una guerra de hash, o no contenciosas, cuando existe suficiente soporte por parte de la comunidad, empresas y mineros para mantener ese bajo riesgo.

### División de la cadena
También denominadas división de la moneda (coin split), división de la cadena (chain split), bifurcación de la blockchain (blockchain fork), o simplemente bifurcación de la cadena (chain fork),  son divisiones accidentales o coordinadas de la red de una criptomoneda que dan como resultado la existencia de dos cadenas de bloques separadas con un ancestro común. Esto puede ser causado tanto por un hardfork como por un soft fork e incluso ocurrir sin que se haya ejecutado ninguno de estos.
Un evento de este tipo puede generar accidental o deliberadamente una nueva criptomoneda derivada de la original,  la cual puede tener el objetivo de competir con la versión preexistente (casos de Ethereum Classic, Bitcoin Cash y Bitcoin SV), o suponer bifurcaciones amigables (friendly forks) o spoons, las cuales buscan ser alternativas complementarias sin intención de rivalizar de forma directa (como en los casos de  Ycash, Alternateth y Athereum).
También puede producirse por un error en el código o por una incompatibilidad imprevista entre distintos clientes de minería.

### Guerra de hash
Las guerras de hash (de inglés hash war) son conflictos que implican la división del poder de minado de una criptomoneda en apoyo a consensos diferentes sobre las reglas del protocolo. Durante eventos de este tipo, ambas partes suelen tener como objetivo convertir o mantener su versión de la cadena como aquella con el apoyo mayoritario y defenderla de potenciales ataques de otras facciones, y generalmente al menos una de las partes no tiene la intención de permitir una bifurcación permanente, y suele estar dispuesta a organizar ataques de reorganización en contra de la versión contrincante para provocar perdidas económicas y socavar la confianza en ella para que esta caiga en desuso y se le pueda considerar virtualmente muerta.
El primer ejemplo de este tipo de eventos fue el conflicto entre los simpatizantes de la hoja de ruta de los equipos de desarrollo de Bitcoin ABC y Bitcoin SV node que inició formalmente con el hardfork contencioso de Bitcoin Cash del 15 de noviembre de 2018 y que culminó día 26 de ese mismo mes cuando los líderes de la facción Bitcoin SV aceptaron mediante un comunicado de prensa que la división entre Bitcoin Cash (BCH) y Bitcoin SV (BSV) era definitiva.